# Baia-Mare-Dammbruch

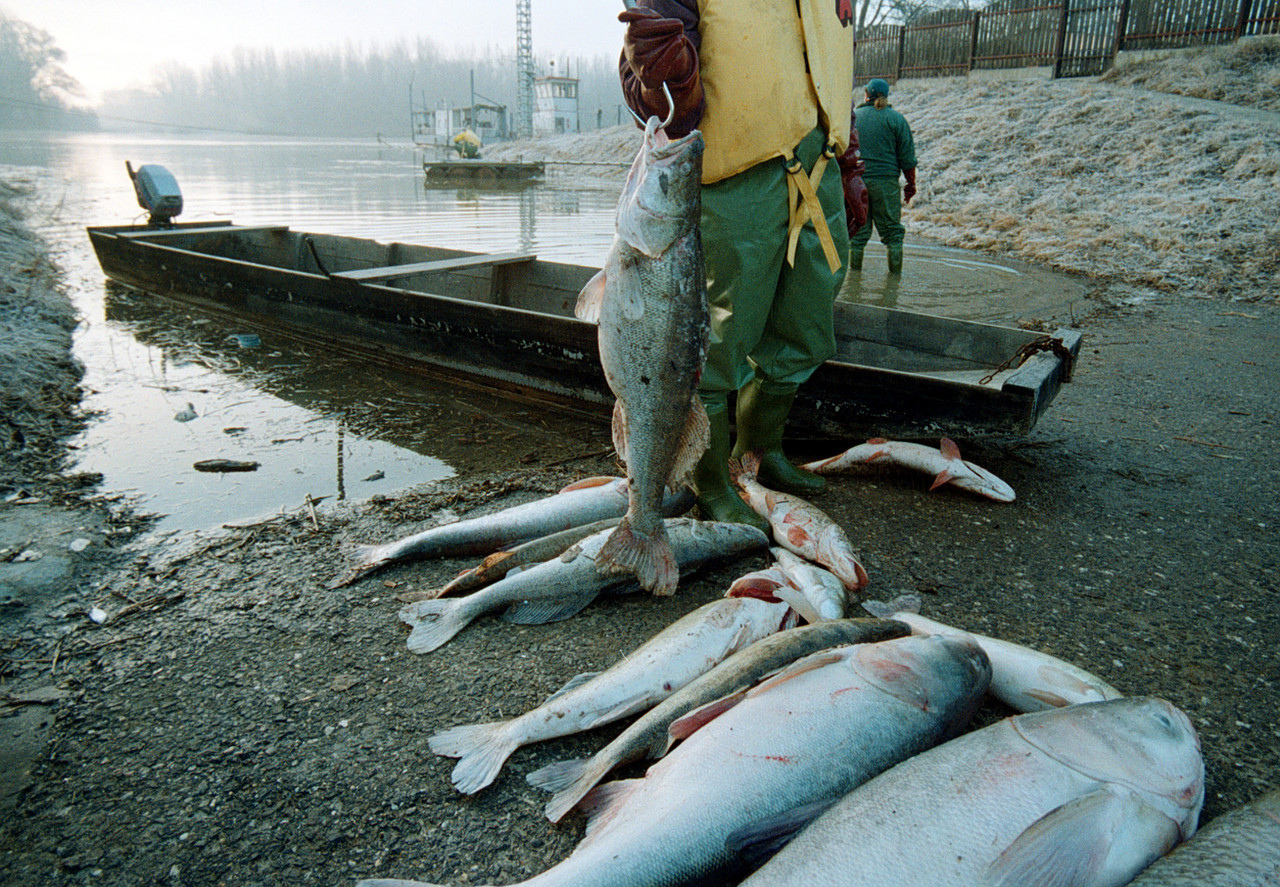
In der Theiß verendeten 1400 Tonnen Fisch

Der Baia-Mare-Dammbruch ereignete sich am Abend des 30. Januar 2000 in Baia Mare (deutsch Frauenbach) in Rumänien. Der Dammbruch einer Absetzanlage hatte eine schwere Umweltkatastrophe zur Folge.

## Der Dammbruch
Nach schweren Regenfällen brach am 30. Januar 2000 vermutlich gegen 23 Uhr in der Stadt Baia Mare in Nordwest-Rumänien der Damm einer Golderz-Aufbereitungsanlage. 100.000 m³, nach anderen Informationen mindestens 300.000 m³, mit Schwermetallen versetzte Natriumcyanidlauge überflutete das angrenzende Areal und gelangte über den Săsar-Bach und die Flüsse Lapuș und Someș (ungarisch Szamos) in die Theiß und in die Donau. Am Nachmittag des 1. Februar 2000 erreichte die mit rund 100 Tonnen Cyanid belastete Schadstoffwelle die Grenze zu Ungarn, nach zwei Wochen floss sie in die Donau. Am 28. Februar 2000, nach vier Wochen, kam sie nach insgesamt 2000 Kilometern Fließstrecke im Donaudelta bei Tulcea in Rumänien an.
Erst am 2. Februar 2000 wurde die Bresche im Damm geschlossen.

## Daten der Stauanlage
Die Anlage war zu 51 Prozent im Eigentum des australischen Unternehmens Aurul SA, einer Tochterfirma der Esmeralda, und zu 49 Prozent im Besitz der rumänischen Staatsfirma Remin SA.
- Maximales Speichervolumen: 1,6 Mio. m³
- Fläche: 94 ha
- Dammlänge: 4000 m

## Folgen
Ein enormes Fischsterben war die Folge. Mehr als 1.400 Tonnen Fische verendeten. Es war die größte Umweltkatastrophe Osteuropas seit dem Reaktor-Unfall 1986 in Tschernobyl und hatte gravierende Folgen für die Umwelt in Ungarn und Rumänien. Die Existenzgrundlage einiger hundert Fischer entlang der Theiß in Ungarn wurde vernichtet. In einigen ungarischen Städten war die Trinkwasserversorgung für mehrere Tage unterbrochen. In Rumänien floss das Gift auch über Wassergräben in das am Damm gelegene Dorf Bozânta Mare und vergiftete Trinkwasser und Erdboden.
Als Gegenmaßnahme wurde umgehend Natriumhypochlorit zugesetzt, um die Cyanidverbindung zu toxikologisch unbedenklicheren Salzen zu oxidieren.

## Ursachen
Die Ursachen des Unfalls waren eine Mischung von Konstruktionsfehlern, mangelnder Kontrolle, ungenügendem Risikomanagement und extremen Wetterverhältnissen. Nach Recherchen der Untersuchungskommission verursachte wahrscheinlich ein lokaler Grundbruch ein Überströmen des Dammes, worauf eine 25 m breite und etwa 2,5 m tiefe Bresche entstand. So konnte es zu einem unkontrollierten Bruch kommen, da es keine permanenten Sicherheitskontrollen der Rohrleitungen, Ablagerungen und des Absetzbeckens gab. Der genaue Zeitpunkt und die tatsächlich ausgeflossene Wassermenge konnten nur geschätzt werden, da es keine permanenten Messungen gab.

## Nachwirkungen
Die Sicherheitsmaßnahmen bei der Goldaufbereitung in Baia Mare wurden inzwischen verbessert. Ein zusätzliches Auffangbecken wurde gebaut. Die Rohrleitungen und der Damm werden jetzt alle zwei Stunden begangen und kontrolliert, so dass Undichtigkeiten rasch erkannt und behoben werden können. Die Cyanidkonzentration wird außerdem regelmäßig gemessen.

## Künstlerische Verarbeitung
Am 16. Oktober 2009 veröffentlichte die deutsche NDH-Band Rammstein auf ihrem Album Liebe ist für alle da als Bonustitel ein Lied namens Donaukinder, welches sich mit dem Unglück beschäftigt.